# Ян Цзінхуей
Ян Цзінхуей (15 травня 1983) — китайський стрибун у воду.
Олімпійський чемпіон 2004 року в синхронних стрибках з десятиметрової вишки.